# Урукара

Урукара на карте штата.

Урукара (порт. Urucará)  —  муниципалитет в Бразилии, входит в штат Амазонас. Составная часть мезорегиона Центр штата Амазонас. Входит в экономико-статистический  микрорегион Паринтинс. Население составляет 17 094 человека на 2010 год. Занимает площадь 27 904,76 км². Плотность населения — 0,61 чел./км².

## Границы
Муниципалитет граничит:
- на севере —  штат Рорайма
- на востоке —  муниципалитет Ньямунда
- на юге —  муниципалитет Урукуритуба
- на юго-западе —  муниципалитет Итапиранга
- на западе —  муниципалитет Сан-Себастьян-ду-Уатуман
- на северо-западе —  муниципалитет Президенти-Фигейреду

## Демография
Согласно сведениям, собранным в ходе переписи 2010 г. Национальным институтом географии и статистики (IBGE), население муниципалитета составляет:
| Полное население                               | Полное население                               | Полное население                               | Полное население                               | 17 094 |
| ---------------------------------------------- | ---------------------------------------------- | ---------------------------------------------- | ---------------------------------------------- | ------ |
| в том числе:                                   | Городское население                            | 9886                                           | Процент городского населения, %                | 57,83  |
|                                                | Сельское население                             | 7208                                           | Процент сельского населения, %                 | 42,17  |
|                                                | Мужское население                              | 8854                                           | Процент мужского населения, %                  | 51,80  |
|                                                | Женское население                              | 8240                                           | Процент женского населения, %                  | 48,20  |
| Плотность населения, чел/км²                   | Плотность населения, чел/км²                   | Плотность населения, чел/км²                   | Плотность населения, чел/км²                   | 0,61   |
| Население муниципалитета в % к населению штата | Население муниципалитета в % к населению штата | Население муниципалитета в % к населению штата | Население муниципалитета в % к населению штата | 0,49   |

По данным оценки 2015 года, население муниципалитета составляет 17 163 жителя.

## Важнейшие населенные пункты
| № | Населённый пункт | Населённый пункт (порт.) | Категория | Население чел. (2010) | На карте                       |
| - | ---------------- | ------------------------ | --------- | --------------------- | ------------------------------ |
| 1 | Урукара          | Urucará                  | город     | 9886                  | 2°32′02″ ю. ш. 57°45′25″ з. д. |
| 2 | Кастаньял        | Castanhal                | поселок   | 981                   | 2°31′47″ ю. ш. 57°42′39″ з. д. |
| 3 | Маражазинью      | Marajazinho              | поселок   | 281                   | 2°27′21″ ю. ш. 57°39′27″ з. д. |
| 4 | Сол-Нассенти     | Sol Nascente             | поселок   | 277                   | 2°22′21″ ю. ш. 57°34′12″ з. д. |
| 5 | Бусуссал         | Buçussal                 | поселок   | 207                   | 2°22′24″ ю. ш. 57°34′58″ з. д. |
| 6 | Маражатуба       | Marajatuba               | поселок   | 103                   | 2°25′16″ ю. ш. 57°37′03″ з. д. |